# اكتشاف البنسلين
اكتشاف البنسلين(بالإنجليزية: Discovery of penicillin)‏ استخدمت المجتمعات القديمة العفن لعلاج الالتهابات، وفي القرون التالية لاحظ الكثير من الناس تثبيط نمو البكتيريا بواسطة العفن.كان الطبيب الاسكتلندي ألكسندر فليمنج أثناء عمله في مستشفى سانت ماري في لندن عام 1928، أول من اكتشف تجريبيًا أن عفن البنسيليوم يفرز مادة مضادة للبكتيريا، أطلق عليها اسم "البنسلين". تم العثور على العفن ليكون نوعًا مختلفًا من نوتاتوم البنسليوم (يُسمى الآن بنسليوم روبنز )، وهو ملوث لمزرعة بكتيرية في مختبره. انتهى العمل على البنسلين في سانت ماري في عام 1929.

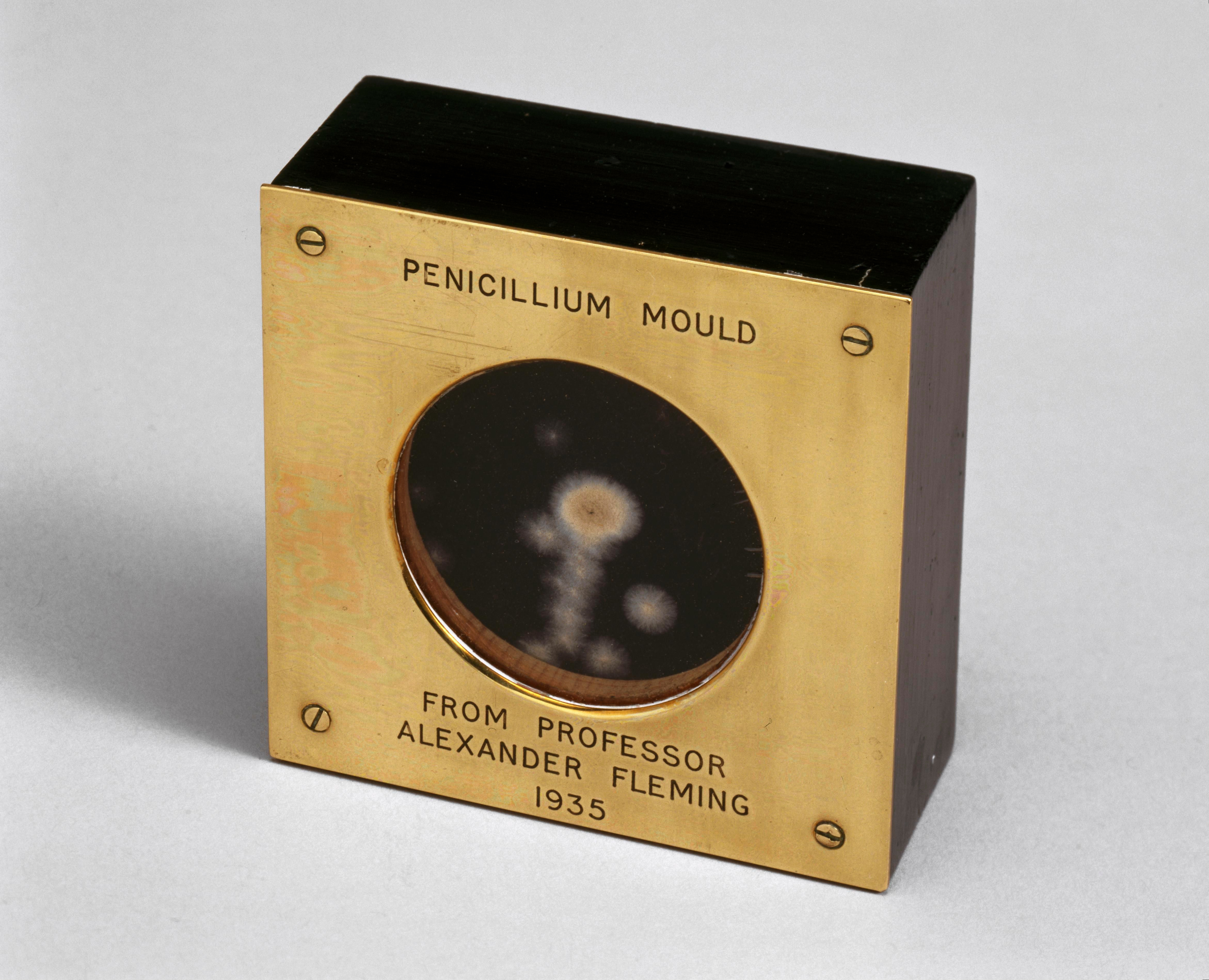
عينة من عفن البنسلين قدمها ألكسندر فليمنج إلى دوجلاس ماكلويد عام 1935

في عام 1939، بدأ فريق من العلماء في كلية السير ويليام دن لعلم الأمراض في جامعة أكسفورد، بقيادة هوارد فلوري وضم إدوارد أبراهام، وإرنست تشين، ونورمان هيتلي، ومارجريت جينينغز، في البحث عن البنسلين. وطوّروا طريقة لزراعة العفن واستخلاص البنسلين منه وتنقيته وتخزينه. لقد أنشأوا اختبارًا لقياس نقائه و أجروا تجارب على الحيوانات لتحديد سلامة البنسلين وفعاليته قبل إجراء التجارب السريرية والاختبارات الميدانية و اشتقوا صيغته الكيميائية وحددوا كيفية عمله. وقام القطاع الخاص ووزارة الزراعة الأمريكية بتحديد وإنتاج سلالات جديدة وتطوير تقنيات الإنتاج الضخم. أصبح البنسلين جزءًا مهمًا من جهود الحلفاء الحربية في الحرب العالمية الثانية، حيث أنقذ حياة الآلاف من الجنود. تقاسم فليمنج وفلوري وتشين جائزة نوبل في الفسيولوجيا أو الطب لعام 1945 لاكتشافه وتطويره.

## خلفية عنه
اكتشفت العديد من الثقافات القديمة، بما في ذلك تلك الموجودة في أستراليا والصين ومصر واليونان والهند بشكل مستقل الخصائص المفيدة للفطريات والنباتات في علاج العدوى. معظم هذه العلاجات نجحت لأن العديد من الكائنات الحية، بما في ذلك العديد من أنواع العفن، تنتج بشكل طبيعي مواد مضادة للمضادات الحيوية. ومع ذلك، لم يتمكن الممارسون القدماء من تحديد أو عزل المكونات النشطة في هذه الكائنات بدقة.
أثناء عمله في مستشفى سانت ماري، لندن، في عام 1928، كان الطبيب الأسكتلندي، ألكسندر فليمنج، يدرس نمط الاختلاف في بكتيريا المكورة العنقودية البرتقالية. وقد استوحى أفكاره من اكتشاف الطبيب الأيرلندي جوزيف وارويك بيجر وطالبيه سي آر بولاند وراك أوميرا في كلية ترينيتي في دبلن عام 1927. وجد بيغر وطلابه أنه عندما قاموا بزراعة سلالة معينة من بكتيريا المكورة العنقودية البرتقالية، والتي أطلقوا عليها الحرف "Y" وعزلوها قبل عام من صديد خراج المريض الإبطي، نمت البكتيريا إلى مجموعة متنوعة من السلالات. لقد نشروا اكتشافهم تحت عنوان "المستعمرات المتنوعة للمكورات العنقودية الذهبية " في مجلة علم الأمراض والبكتيريا، و كتبوا ما يلي:

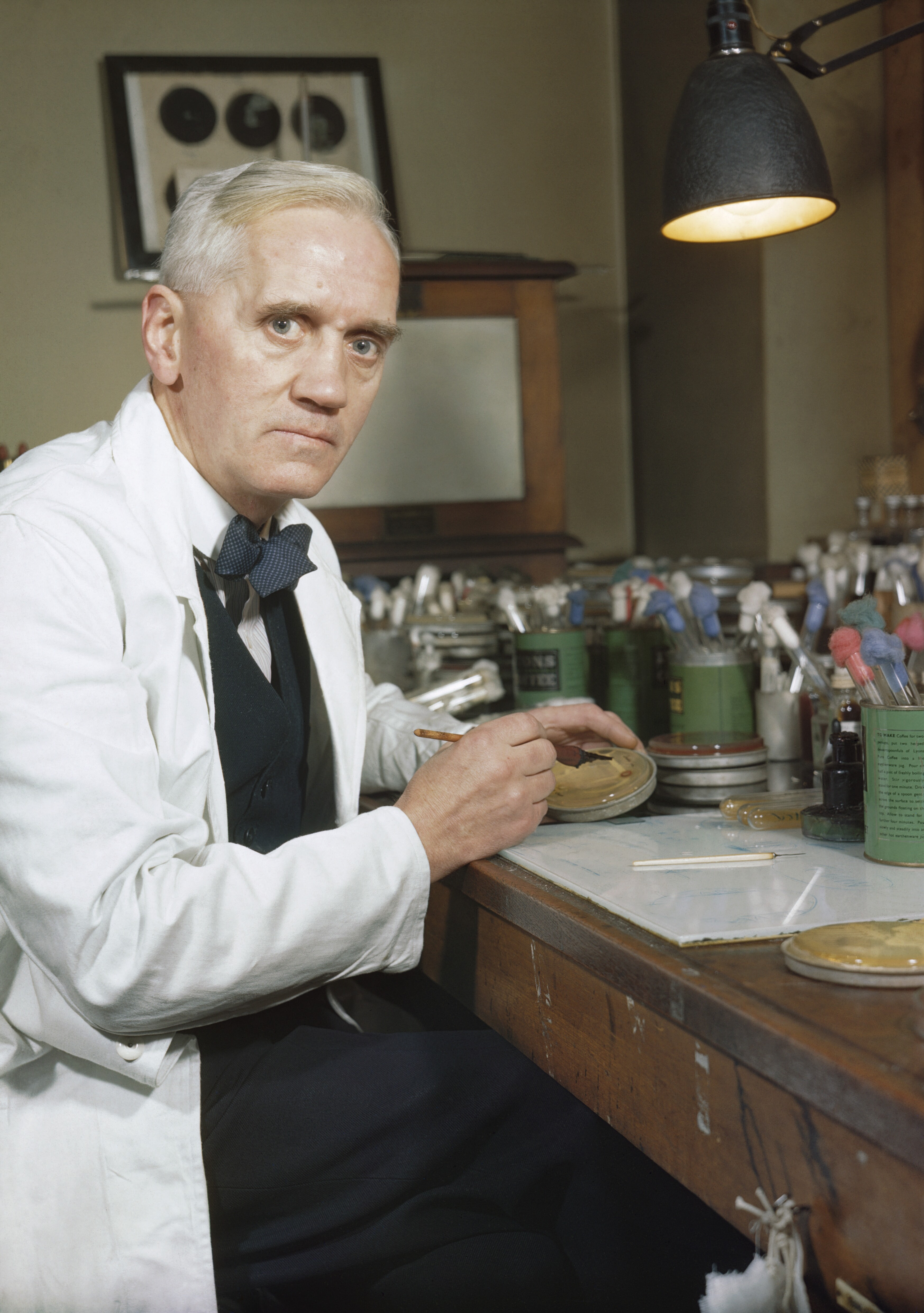
ألكسندر فليمنج في مختبره في مستشفى سانت ماري، لندن

لقد فوجئنا وانزعجنا إلى حد ما عندما وجدنا على عدد من اللوحات أنواعًا مختلفة من المستعمرات التي تختلف تمامًا عن مستعمرة "بكتيريا المكورة العنقودية البرتقالية" النموذجية. وكان بعض هؤلاء أبيض اللون تمامًا و بعضها إما أبيض أو ذو اللون المعتاد حيث كان خشنًا على السطح وبهوامش متعرجة.:{{{1}}}
تابع فليمنج وباحثه دانييل ميرلين برايس هذه التجربة ولكن تم نقل برايس إلى مختبر آخر في أوائل عام 1928. وبعد بضعة أشهر من العمل بمفرده، انضم الباحث الجديد ستيوارت كرادوك إلى فليمنج. كانت تجربتهم ناجحة وكان فليمنج يخطط ووافق على كتابة تقرير في نظام علم البكتيريا الذي سينشره مجلس البحوث الطبية (MRC) بحلول نهاية عام 1928 في أغسطس، أمضى فليمنج العطلة الصيفية مع عائلته في منزله الريفي The Dhoon في بارتون ميلزفي سوفولك. وقبل أن يغادر مختبره، قام بتلقيح العديد من لوحات الاستنبات ببكتيريا المكورة العنقودية البرتقالية. لقد أبقى الأطباق جانبًا في إحدى زوايا الطاولة بعيدًا عن ضوء الشمس المباشر ولإفساح المجال لكرادوك للعمل في غيابه. أثناء إجازته، تم تعيينه أستاذًا لعلم الجراثيم في كلية الطب بمستشفى سانت ماري في 1 سبتمبر 1928. وصل إلى مختبره في 3 سبتمبر، حيث كان برايس ينتظر لتحيته. عندما قام هو وبرايس بفحص أطباق الاستنبات، وجدوا واحدة ذات غطاء مفتوح ومزرعة ملوثة بالعفن الأزرق والأخضر. في اللوحة الملوثة، لم تنمو البكتيريا حول العفن، في حين نمت تلك الموجودة في أماكن بعيدة بشكل طبيعي، مما يعني أن العفن قتل البكتيريا. وعلق فليمنج وهو يشاهد اللوحة: "هذا مضحك". قال برايس لفليمنج: "هكذا اكتشفت الليزوزيم ". قام فليمينغ بتصوير النتيجة وأخذ عينة من القالب للتعرف عليها قبل حفظ النتيجة باستخدام الفورمالديهايد.

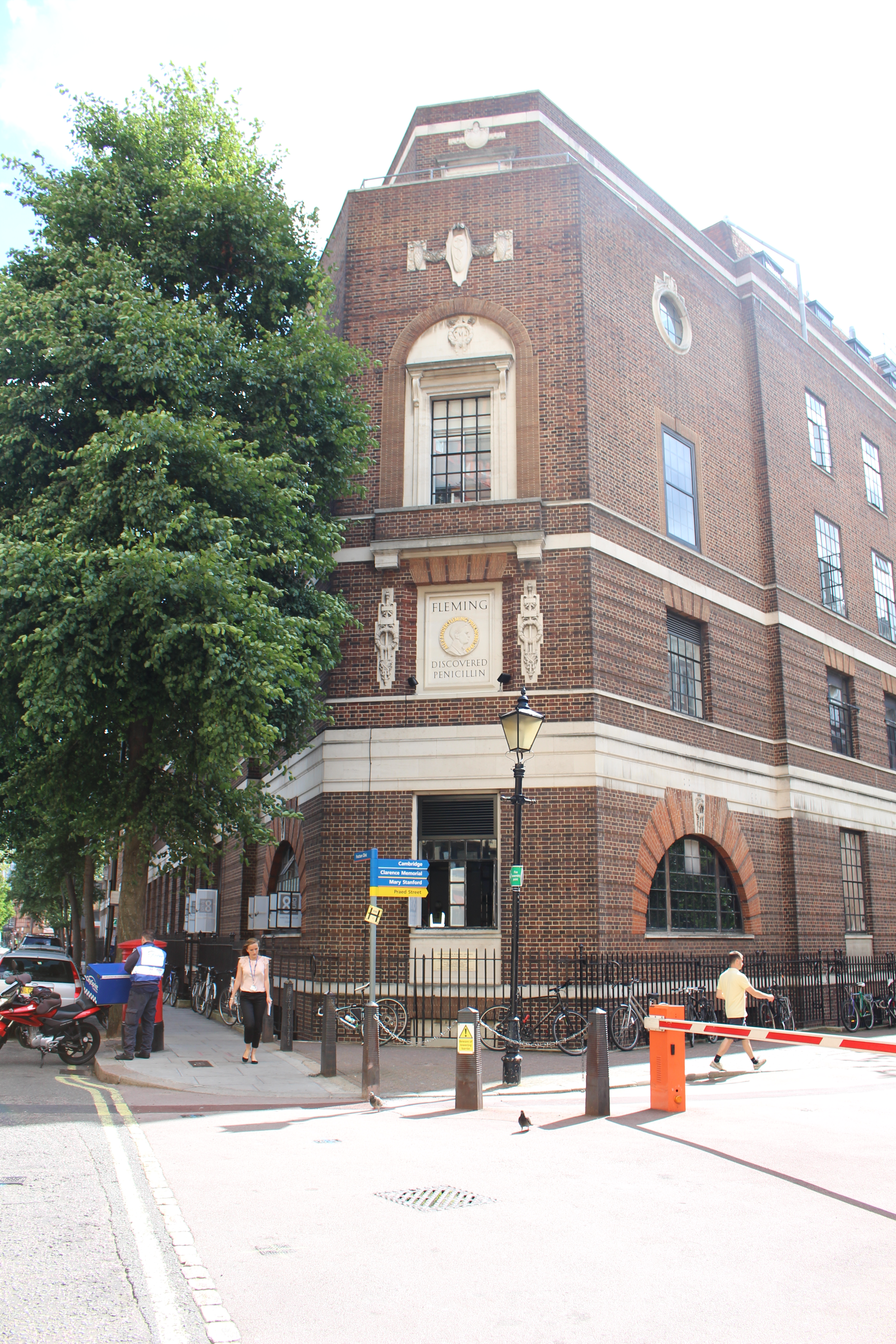
مستشفى سانت ماري يُظهر مختبر فليمنج وشارع برايد

استأنف فليمنج إجازته وعاد في سبتمبر. وفقًا لملاحظاته في 30 أكتوبر، قام بجمع القالب الأصلي وزراعته في أطباق الاستزراع. وبعد أربعة أيام وجد أن الصفائح طورت مستعمرات كبيرة من العفن. وكرر التجربة بنفس نتائج قتل البكتيريا. وروى فيما بعد تجربته:
عندما استيقظت بعد فجر يوم 28 سبتمبر 1928، لم أكن أخطط بالتأكيد لإحداث ثورة في الطب باكتشاف أول مضاد حيوي في العالم، أو قاتل البكتيريا. لكنني أعتقد أن هذا هو بالضبط ما فعلته.
وتوصل إلى أن العفن كان يطلق مادة تمنع نمو البكتيريا، وأنتج مرقًا من العفن ثم ركز المكون المضاد للبكتيريا. وبعد اختباره على بكتيريا مختلفة، وجد أن العفن يمكنه قتل بكتيريا محددة إيجابية الجرام فقط. على سبيل المثال، تم قتل المكورات العنقودية، والمكورات العقدية، وعصية الخناق (الوتدية الخناقية) بسهولة؛ ولكن لم يكن هناك أي تأثير على بكتيريا التيفوئيد (السالمونيلا تيفيموريوم) والبكتيريا التي كان يعتقد أنها تسبب الأنفلونزا (المستدمية النزلية). لقد قام بإعداد طريقة زراعة كبيرة يمكنه من خلالها الحصول على كميات كبيرة من عصير العفن. أطلق على هذا العصير اسم "البنسلين" موضحًا السبب بأنه "لتجنب تكرار العبارة المرهقة إلى حد ما" ترشيح مرق العفن ". اخترع الاسم في 7 مارس 1929. وقدم في محاضرة نوبل تفسيرا إضافيا قائلا:
لقد سئلت كثيرًا عن سبب اختراع اسم "البنسلين". لقد اتبعت ببساطة الخطوط التقليدية تمامًا واخترعت كلمة توضح أن مادة البنسلين مشتقة من نبات من جنس البنسيليوم، تمامًا كما تم اختراع كلمة " ديجيتال " منذ سنوات عديدة للإشارة إلى مادة مشتقة من نبات الديجيتال.
بالنسبة للتأثير على مزارع المكورات العنقودية التي لاحظها فليمنج، يجب أن ينمو العفن قبل أن تبدأ البكتيريا في النمو، لأن البنسلين فعّال فقط على البكتيريا عندما تتكاثر. ومن قبيل الصدفة، كانت درجة الحرارة في المختبر خلال شهر أغسطس هي الدرجة الأولى المثالية لنمو العفن، حيث كانت أقل من 20 °م (68 °ف)، وفي وقت لاحق من الشهر بالنسبة للبكتيريا، عندما تصل إلى 25 °م (77 °ف). ولو لم يترك فليمنج المستنبتات على طاولة مختبره ويضعها في الحاضنة، لما حدثت هذه الظاهرة.
لم يتلق فليمنج أي تدريب في الكيمياء. لقد ترك كل الأعمال الكيميائية لكرادوك، وقال ذات مرة: "أنا عالم بكتيريا، ولست كيميائيًا". في يناير 1929، قام بتعيين فريدريك ريدلي، باحثه السابق الذي درس الكيمياء الحيوية، خصيصًا لدراسة الخواص الكيميائية للعفن. لكنهم لم يتمكنوا من عزل البنسلين، وقبل انتهاء التجارب، ترك كل من كرادوك وريدلي فليمنج للعمل في وظائف أخرى. وبسبب فشله في عزل المركب، تخلى فليمنج عمليا عن إجراء المزيد من الأبحاث حول الجوانب الكيميائية للبنسلين.

## تحديد القالب
بعد المقارنة الهيكلية مع أنواع مختلفة من البنسليوم، اعتقد فليمنج في البداية أن عينته كانت البنسليوم كريسوجينوم، وهو نوع وصفه عالم الأحياء الدقيقة الأمريكي تشارلز توم في عام 1910. وكان محظوظًا لأن تشارلز جون باتريك لا توش، عالم النبات الأيرلندي، لأن ماري انضمت إلى سانت لويس كأخصائية فطريات للتحقيق في الفطريات كسبب للربو. حدد لا توش العينة على أنها بنسيليوم روبروم، وهو التعريف الذي استخدمه فليمنج في منشوره.
في عام 1931، أعاد ثوم فحص البنسيليوم المختلفة بما في ذلك عينة فليمنج. لقد توصل إلى نتيجة محيرة قائلاً: "Ad. 35 [عينة فليمنج] هي P. notatum WESTLING. وهذا عضو في P. chrysogenum مع كونيديا أصغر منP. chrysogenum نفسه. منذ ذلك الحين، تمت الإشارة إلى قالب فليمنج بشكل مترادف باسم P.notatum و P.chrysogenum. لكن ثوم تبنى ونشر استخدام P.notatum. بالإضافة إلى P.notatum، اعتُرف بالأنواع المكتشفة حديثًا مثل P. meleagrinum و P. cyaneofulvum كأعضاء في P. chrysogenum في عام 1977 ولحل هذا الالتباس، اعتمد المؤتمر النباتي الدولي السابع عشر الذي عقد في فيينا، النمسا، في عام 2005 رسميًا اسم P.chrysogenum كاسم محفوظ (nomen conservandum). كشف تسلسل الجينوم الكامل وتحليل النشوء والتطور في عام 2011 أن عفن فليمنج ينتمي إلى P. rubens، وهو نوع وصفه عالم الأحياء الدقيقة البلجيكي فيليبرت بيورج في عام 1923.

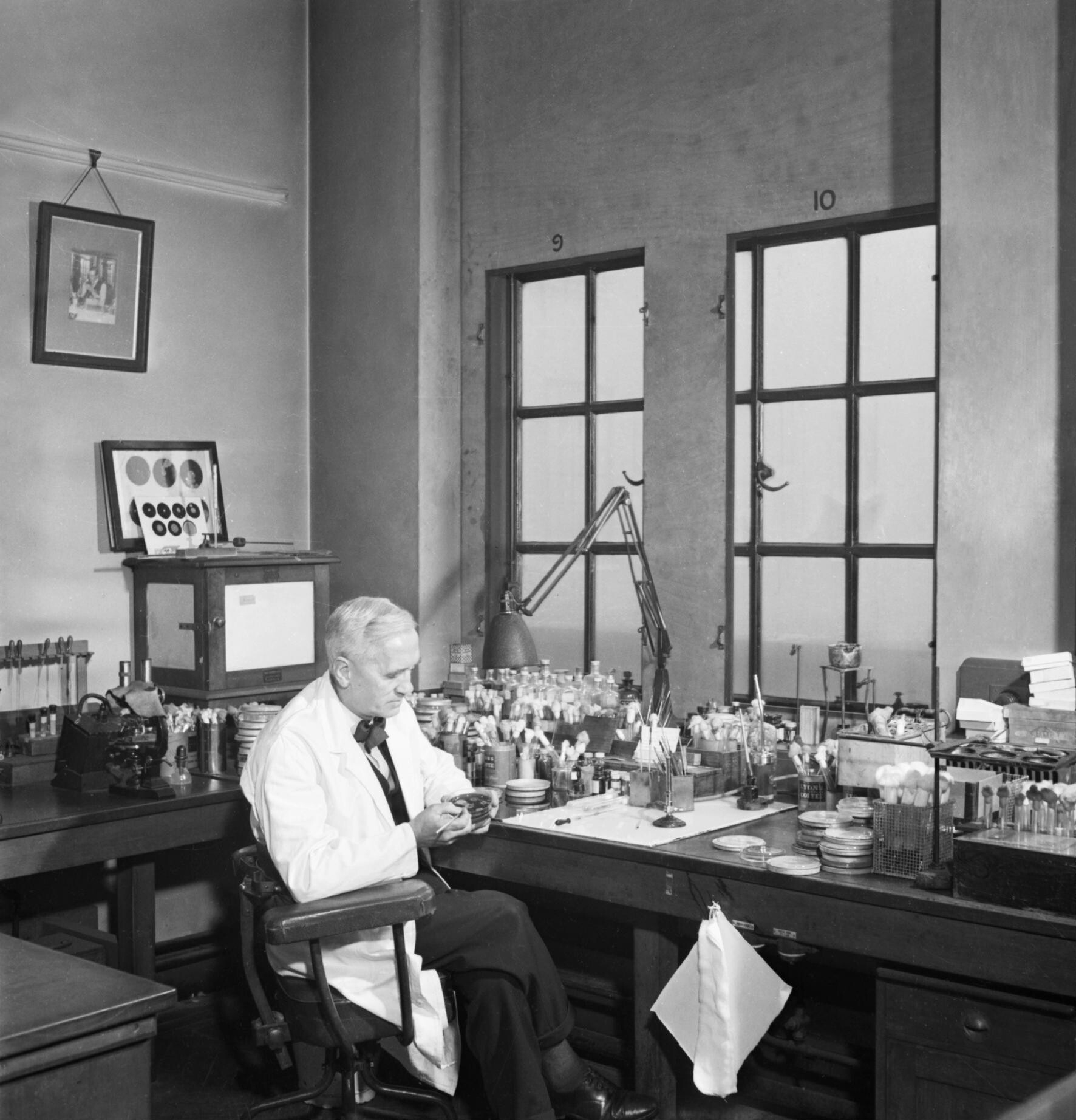
فليمنج أثناء عمله في مختبره بمستشفى سانت ماري بلندن خلال الحرب العالمية الثانية

ظل مصدر التلوث الفطري في تجربة فليمنج محل تكهنات لعدة عقود. اقترح فليمنج في عام 1945 أن الجراثيم الفطرية جاءت عبر النافذة المواجهة لشارع برايد. تم اعتبار هذه القصة حقيقة وانتشرت في الأدب، بدءًا من كتاب جورج لاكن عام 1945 قصة البنسلين. لكن زملاء فليمنج، بما فيهم برايس، اعترضوا على هذا الأمر لاحقًا، والذي شهد بعد ذلك بكثير بأن نافذة مختبر فليمنج كانت مغلقة طوال الوقت. كما وافق رونالد هير في عام 1970 على أن النافذة كانت مغلقة في أغلب الأحيان لأنه كان من الصعب الوصول إليها بسبب وجود طاولة كبيرة بها أجهزة موضوعة أمامها. في عام 1966، أخبر لا توش هير أنه أعطى فليمنج ثلاثة عشر عينة من الفطريات (عشرة من مختبره) وكانت عينة واحدة فقط من مختبره تظهر نشاطًا مضادًا للبكتيريا يشبه البنسلين. بعد ذلك، تم التوصل إلى إجماع على أن عفن فليمنج جاء من مختبر لا توش، وهو طابق أسفل مختبر فليمنج، حيث انجرفت الجراثيم عبر الأبواب المفتوحة.
أصيب كرادوك بعدوى شديدة في الغار الأنفي (التهاب الجيوب الأنفية) وخضع لعملية جراحية. استخدم فليمنج الفتح الجراحي للممر الأنفي وبدأ بحقن البنسلين في 9 يناير 1929 ولكن دون أي تأثير، ربما لأن العدوى كانت ببكتيريا H.influenzae، وهي بكتيريا غير حساسة للبنسلين. أعطى فليمنج بعض عينات البنسلين الأصلية لزميله الجرّاح آرثر ديكسون رايت لإجراء الاختبارات السريرية في عام 1928. على الرغم من أن رايت قال "يبدو أنه يعمل بشكل مرض"، إلا أنه لا توجد سجلات لاستخدامه. في عامي 1930 و1931، كان سيسيل جورج باين، أخصائي علم الأمراض في المستوصف الملكي في شيفيلد، أول من استخدم البنسلين بنجاح في العلاج الطبي. حاول علاج الفطار (طفح جلدي في بصيلات اللحية) بالبنسلين لكنه لم ينجح، ربما لأن الدواء لم يخترق الجلد بعمق كافٍ. قام بشفاء ثلاثة أطفال من الرمد عند حديثي الولادة، وعدوى في العين، وعامل منجم فحم محلي أصيبت عينه بالعدوى بعد تعرضه لحادث، لكنه لم ينشر أعماله.

## الاستقبال والانتشار
كان اكتشاف فليمنج يعتبر في البداية غير مهم. حتى عندما أظهر لوحاته الثقافية لزملائه، كل ما تلقاه كان رد فعل غير مبال. ووصف هذا الاكتشاف في 13 فبراير 1929 أمام نادي البحوث الطبية. ولم يحظ العرض الذي قدمه بعنوان "وسيلة لعزل عصية فايفر " بأي اهتمام خاص.
في عام 1929، أبلغ فليمنج النتائج التي توصل إليها إلى المجلة البريطانية لعلم الأمراض التجريبية في 10 مايو 1929، ونشرها في الشهر التالي. فشلت مقالته في جذب أي اهتمام جدي. لم يكن فليمنج نفسه متأكدًا تمامًا من التطبيق الطبي لعمله وكان أكثر اهتمامًا بتطبيقه في العزل البكتيري، حيث توصل إلى:
بالإضافة إلى استخدامه المحتمل في علاج الالتهابات البكتيرية، فإن البنسلين مفيد بالتأكيد لعالم الجراثيم لقدرته على تثبيط الميكروبات غير المرغوب فيها في المزارع البكتيرية بحيث يمكن عزل البكتيريا غير الحساسة للبنسلين بسهولة. ومن الأمثلة البارزة على ذلك سهولة عزل عصية فايفر للأنفلونزا عند استخدام البنسلين ... يقترح أنه قد يكون مطهرًا فعالاً للتطبيق أو الحقن في المناطق المصابة بالميكروبات الحساسة للبنسلين.
سأل جي إي برين، وهو عضو زميل في نادي تشيلسي للفنون، فليمنج ذات مرة عما إذا كان يعتقد أنه سيكون من الممكن الاستفادة العملية من البنسلين. حدق فليمنج بلا تفكير للحظة ثم أجاب: "لا أعرف. إنه غير مستقر للغاية. يجب تنقيته، ولا أستطيع أن أفعل ذلك بنفسي". في عام 1941، ذكرت المجلة الطبية البريطانية ذلك.
المستعمرة الأصلية لهذا العفن، والتي ثبت أنها نوتاتوم البنسليوم، تمنع نمو المكورات العنقودية في المناطق المجاورة لها، وكانت مزارعها السائلة تحتوي على مادة، عرفت منذ ذلك الحين باسم "البنسلين"، والتي كانت مثبطة بقوة لنمو العديد من البكتيريا بشكل رئيسي الجرام -البكتيريا الإيجابية. تم استخدامه في مستشفى سانت ماري وفي أماكن أخرى كعنصر في وسائط الثقافة الانتقائية، ولا يبدو أنه تم اعتباره مفيدًا من أي وجهة نظر أخرى.
على الرغم من أن ريدلي وكرادوك أثبتا أن البنسلين قابل للذوبان في الأثير والأسيتون والكحول وكذلك في الماء - وهي معلومات قد تكون حاسمة لعزله - فقد ادعى فليمنج خطأً أنه قابل للذوبان في الكحول وغير قابل للذوبان في الأثير والكلوروفورم، وهو ما لم يحدث عند اختباره. في الواقع، البنسلين قابل للذوبان في الإيثانول والأثير والكلوروفورم.

## التكاثر
في عام 1944، حددت مارغريت جينينغز كيفية عمل البنسلين، وأظهرت أنه ليس له أي آثار تحللية على الكائنات الحية الناضجة، بما في ذلك المكورات العنقودية. يحدث التحلل فقط إذا كان البنسلين يعمل على البكتيريا خلال المراحل الأولية من الانقسام والنمو، عندما يتداخل مع عملية التمثيل الغذائي التي تشكل جدار الخلية. وهذا ما جعل تفسير فليمنج موضع تساؤل، إذ لا بد أن العفن كان موجودًا قبل ظهور المكورات العنقودية. وعلى مدار العشرين عامًا التالية، باءت جميع المحاولات لتكرار نتائج فليمنج بالفشل. في عام 1964، قبل رونالد هير التحدي. ومثل من سبقوه، وجد أنه لا يستطيع جعل العفن ينمو بشكل صحيح على طبق يحتوي على مستعمرات المكورات العنقودية. أعاد فحص ورقة فليمنج وصور طبق بيتري الأصلي. لقد حاول تكرار التصميم الأصلي للطبق بحيث تكون هناك مساحة كبيرة بين المكورات العنقودية. ثم تمكن بعد ذلك من جعل العفن ينمو، لكن لم يكن له أي تأثير على البكتيريا.
أخيرًا، في 1 أغسطس 1966، تمكن هير من تكرار نتائج فليمنج. ومع ذلك، عندما حاول مرة أخرى بعد أسبوعين، فشلت التجربة. وفكر فيما إذا كان للطقس أي علاقة بالأمر، لأن البنسليوم ينمو جيدًا في درجات الحرارة الباردة، لكن المكورات العنقودية ليست كذلك. أجرى سلسلة من التجارب مع التحكم في درجة الحرارة بعناية، ووجد أن البنسلين يمكن "إعادة اكتشافه" بشكل موثوق عندما تكون درجة الحرارة أقل من 20 °م (68 °ف). ولكن ليس أبدًا عندما تكون درجة الحرارة أعلى من 32 °م (90 °ف). رجع إلى سجلات الطقس لعام 1928، ووجد أنه، كما حدث في عام 1966، كانت هناك موجة حارة في منتصف أغسطس أعقبها تسعة أيام من الطقس البارد بدءًا من 28 أغسطس، مما ساهم بشكل كبير في نمو العفن.

## جائزة نوبل
في عام 1939، بعد عشر سنوات من توقف العمل في سانت ماري، بدأ فريق من العلماء في كلية السير ويليام دن لعلم الأمراض في جامعة أكسفورد، بقيادة هوارد فلوري وضم إدوارد أبراهام، وإرنست تشين، ونورمان هيتلي، ومارغريت جينينغز. الأبحاث المتعلقة ب البنسلين كانت نقطة البداية هي ورقة فليمنج المنسية إلى حد كبير وعينة من قالب البنسلين الذي قدمه فليمنج لمختبرهم في عام 1930. وقد طوروا طريقة لزراعة العفن واستخلاص البنسلين منه وتنقيته وتخزينه، بالإضافة إلى اختبار لقياس نقائه. خطرت في ذهن المجموعة فكرة تجفيفها بالتجميد، مما مكن من إزالة الماء، مما أدى إلى ظهور مسحوق بني جاف. لقد أجروا تجارب على الحيوانات لتحديد سلامة البنسلين وفعاليته قبل إجراء التجارب السريرية والاختبارات الميدانية. لقد اشتقوا تركيبه الكيميائي وحددوا كيفية عمله. وقام القطاع الخاص ووزارة الزراعة الأمريكية بتحديد وإنتاج سلالات جديدة وتطوير تقنيات الإنتاج الضخم. خلال الحرب العالمية الثانية، أصبح البنسلين جزءًا مهمًا من جهود الحلفاء الحربية، ويُنسب إليه الفضل في إنقاذ حياة الآلاف من الجنود.

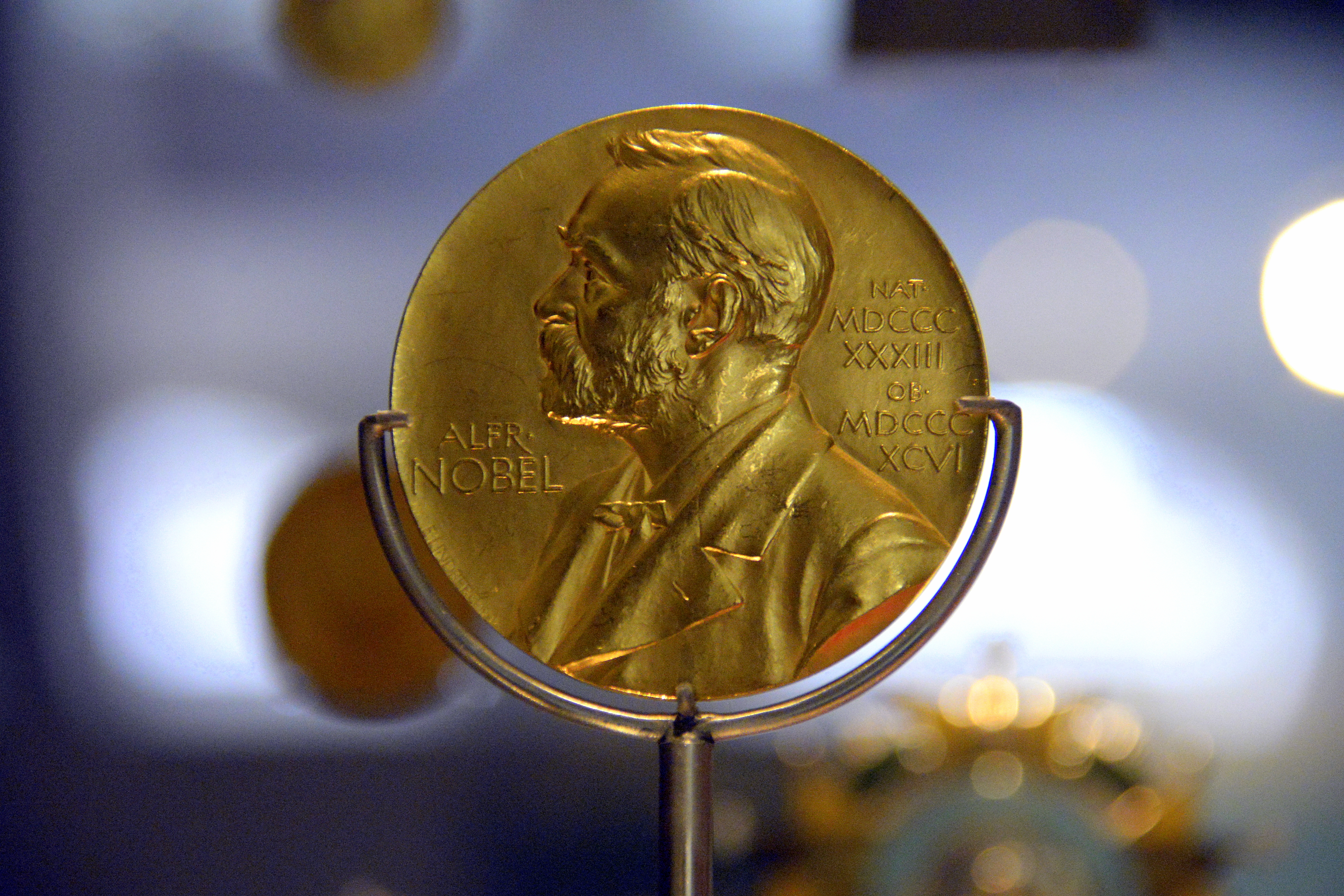
جائزة نوبل في الفسيولوجيا أو الطب ميدالية مُنحت للسير ألكسندر فليمنج، معروضة في المتحف الوطني في اسكتلندا

عندما انتشرت أخبار الخصائص العلاجية للبنسلين، استمتع فليمنج بالدعاية. روى الصحفيون قصة مألوفة عن عالم بريطاني وحيد واكتشاف بالصدفة. كتب المؤرخ الطبي البريطاني بيل بينوم:
إن اكتشاف البنسلين وتطويره هو درس واقعي من الحداثة: التناقض بين قيام فرد يقظ (فليمنج) بملاحظة معزولة واستغلال الملاحظة من خلال العمل الجماعي والتقسيم العلمي للعمل (فلوري ومجموعته). كان هذا الاكتشاف علمًا قديمًا، لكن الدواء نفسه يتطلب طرقًا جديدة لممارسة العلم.
في عام 1943، تلقت لجنة نوبل ترشيحًا واحدًا لجائزة نوبل في الفسيولوجيا أو الطب لفليمنج وفلوري من عالم الكيمياء الحيوية البريطاني رودولف بيترز. قام سكرتير لجنة جائزة نوبل، جوران ليليستراند ، بتقييم حالة فليمنج وفلوري في نفس العام، ولكن لم يكن يُعرف سوى القليل عن البنسلين في السويد في ذلك الوقت، وتوصل إلى أن هناك حاجة إلى مزيد من المعلومات. في العام التالي، كان هناك ترشيح واحد لفليمنج وحده وترشيح لفليمنج وفلوري وتشاين. نظر ليليستراند ونانا سفارتز في عملهما، وبينما حكم كلاهما على أن فليمنج وفلوري يستحقان جائزة نوبل على قدم المساواة، انقسمت لجنة نوبل، وقررت منح الجائزة في ذلك العام لجوزيف إيرلانجر وهربرت إس جاسر بدلاً من ذلك.
في عام 1945، كان هناك عدد كبير من الترشيحات لفلوري وفليمنج أو كليهما، وواحد لتشين من ليلجيستراند، الذي رشح الثلاثة. وأشار ليلجستراند إلى أن ثلاثة عشر من الترشيحات الستة عشر الأولى التي جاءت ذكرت فليمنج، لكن ثلاثة فقط ذكرته وحده. هذه المرة تم إجراء التقييمات بواسطة ليلجيستراند، ، الذي أيد الثلاثة.  نظرت جمعية نوبل في معهد كارولينسكا في منح النصف لفليمنج والربع لكل من فلوري وتشين، لكنها في النهاية قررت تقسيمها بالتساوي على ثلاث طرق. وفي 25 أكتوبر 1945، أعلنت أن فليمنج وفلوري وتشين تقاسموا جائزة نوبل في الفسيولوجيا أو الطب لعام 1945 بالتساوي "لاكتشاف البنسلين وتأثيره العلاجي في العديد من الأمراض المعدية".